# 哈伍德鎮區 (北達科他州卡斯縣)
哈伍德鎮區（英語：Harwood Township）是位於美國北達科他州卡斯縣的一個鎮區。

## 地方資料
哈伍德鎮區的面積為80.31平方千米，當中陸地面積為80.23平方千米，而水域面積為0.08平方千米。根據2020年美國人口普查的數據，當地共有人口302人，而人口密度為每平方千米3.76人。